# Carole Force
Pour les articles homonymes, voir Force.
Carole Force (née le 9 décembre 1968 à Clermont-Ferrand) est une joueuse et dirigeante française de basket-ball. Elle évolue au poste de meneuse.

## Biographie

### Carrière dans le basket
Après avoir été internationale cadette (neuvième du championnat d'Europe 1985) puis juniore, elle intègre l'équipe de France le 27 décembre 1989 face à Israël. Sous le maillot bleu, elle remporte la médaille d'argent aux Jeux méditerranéens de 1991 et aux Goodwill Games de 1994. Dans les compétitions majeures, elle remporte une médaille d'argent lors du Championnat d'Europe 1993 où la France s'incline 63 à 53 face à l'Espagne. Lors de cette rencontre, elle inscrit 6 points et inscrit 5 points de moyenne sur l'ensemble de la compétition. Elle dispute également le championnat du monde 1994 où les Françaises terminent à la neuvième place - statistiques individuelles : 3,8 points, 1,3 rebond et 0,5 passe décisive - puis le Championnat d'Europe 1995. La France est éliminée lors du premier tour où elle termine sixième sur sept. C'est lors de cette dernière compétition, où elle termine avec des statistiques de 2,7 points et 0,5 rebond, qu'elle dispute son dernier match sous le maillot bleu, le 13 juin 1995 face à la Russie. Sa meilleure performance sous le maillot tricolore est de 22 points lors d'une rencontre du championnat d'Europe C de 1991 face à Chypre.
Elle devient par la suite directrice de l'Association sportive montferrandaise.
En janvier 2021, elle devient présidente de la Ligue féminine de basket,. Elle est la première femme élue à ce poste.

#### Clubs
- 1979-1991 :  AS Montferrand (NF1A)
- 1991-1992 :  Challes-les-Eaux Basket (NF1A)
- 1992-1993 :  US Valenciennes Orchies (NF1A)
- 1993-1995 :  BAC Mirande (NF1A)
- 1995-2001 :  AS Montferrand (NF2, NF3)
- 2001-2002 :  Stade Clermontois (NF1)
- 2002-2003 :  Stade Clermontois (LFB)

#### Palmarès
En club
- Championne de France : 1992

En sélection
- Médaille d'Argent au Championnat d'Europe : 1993
- 2e aux Jeux méditerranéens 1991 (Salonique)
- Médaille d’or aux Jeux de la Francophonie
- 2e aux Goodwill Games

Distinctions personnelles
- Meilleure Espoir du Championnat de France : 1990

Catégories jeunes
- Championne de France Minimes, Cadettes et Espoirs avec l’AS Montferrand

### Monde des affaires
Elle occupe les postes de responsable des Affaires Publiques chez Michelin, au siège de Clermont-Ferrand et vice présidente de la Chambre de Commerce et d'Industrie de Clermont-Ferrand.
Elle est nommée chevalier de la Légion d'honneur le 25 mars 2016.